# Linnavuoriella arcuatus
Linnavuoriella arcuatus är en insektsart som beskrevs av Victor Ivanovitsch Motschulsky 1859. Linnavuoriella arcuatus ingår i släktet Linnavuoriella och familjen dvärgstritar. Inga underarter finns listade i Catalogue of Life.